# John Lowe
John Lowe (ur. 21 lipca 1945 w Derbyshire) – angielski darter, którego gra w latach 70. i 80. XX wieku sprawiła, że dart stał się sportem międzynarodowym, często pokazywanym w telewizji. Jest autorem pierwszego w historii dziewięciorzutkowego zejścia pokazanego w telewizji (1984).